# Hanwell Town FC
Hanwell Town FC (celým názvem: Hanwell Town Football Club) je anglický fotbalový klub, který sídlí v západním Londýně. Založen byl v roce 1920. Od sezóny 2018/19 hraje v Isthmian League South Central Division (osmá nejvyšší soutěž v Anglii). Klubové barvy jsou černá a bílá.
Své domácí zápasy odehrává na stadionu Reynolds Field s kapacitou 3 000 diváků.

## Získané trofeje
- London Senior Cup ( 2× )
  - 1991/92, 1992/93

## Úspěchy v domácích pohárech
Zdroj: 
- FA Cup
  - 3. předkolo: 2015/16
- FA Trophy
  - 2. předkolo: 2006/07, 2016/17
- FA Vase
  - 5. kolo: 2013/14

## Umístění v jednotlivých sezonách
Stručný přehled
Zdroj: 
- 1983–1984: London Spartan League (Senior Division)
- 1984–1987: London Spartan League (Premier Division)
- 1987–1997: Spartan League (Premier Division)
- 1997–1998: Spartan South Midlands League (Premier Division South)
- 1998–1999: Spartan South Midlands League (Senior Division)
- 1999–2006: Spartan South Midlands League (Premier Division)
- 2006–2007: Southern Football League (Division One South & West)
- 2007–2014: Spartan South Midlands League (Premier Division)
- 2014–2017: Southern Football League (Division One Central)
- 2017–2018: Southern Football League (Division One East)
- 2018– : Isthmian League (South Central Division)

Jednotlivé ročníky
Zdroj: 
Legenda: Z - zápasy, V - výhry, R - remízy, P - porážky, VG - vstřelené góly, OG - obdržené góly, +/- - rozdíl skóre, B - body, červené podbarvení - sestup, zelené podbarvení - postup, fialové podbarvení - reorganizace, změna skupiny či soutěže
| Sezóny  | Liga                                             | Úroveň | Z  | V  | R  | P  | VG  | OG  | +/- | B   | Pozice |
| ------- | ------------------------------------------------ | ------ | -- | -- | -- | -- | --- | --- | --- | --- | ------ |
| 2009/10 | Spartan South Midlands League (Premier Division) | 9      | 42 | 16 | 9  | 17 | 84  | 71  | +13 | 57  | 13.    |
| 2010/11 | Spartan South Midlands League (Premier Division) | 9      | 44 | 16 | 8  | 20 | 77  | 79  | -2  | 56  | 15.    |
| 2011/12 | Spartan South Midlands League (Premier Division) | 9      | 42 | 8  | 7  | 27 | 57  | 112 | -55 | 31  | 21.    |
| 2012/13 | Spartan South Midlands League (Premier Division) | 9      | 42 | 22 | 7  | 13 | 89  | 50  | +39 | 73  | 6.     |
| 2013/14 | Spartan South Midlands League (Premier Division) | 9      | 42 | 35 | 6  | 1  | 127 | 36  | +91 | 111 | 1.     |
| 2014/15 | Southern Football League (Division One Central)  | 8      | 42 | 21 | 5  | 16 | 71  | 60  | +11 | 68  | 7.     |
| 2015/16 | Southern Football League (Division One Central)  | 8      | 42 | 10 | 9  | 23 | 38  | 64  | -26 | 39  | 20.    |
| 2016/17 | Southern Football League (Division One Central)  | 8      | 42 | 16 | 10 | 16 | 64  | 67  | -3  | 57  | 11.    |
| 2017/18 | Southern Football League (Division One East)     | 8      | 42 | 9  | 7  | 26 | 48  | 88  | -40 | 34  | 18.    |
| 2018/19 | Isthmian League (South Central Division)         | 8      | 38 |    |    |    |     |     |     |     |        |

Poznámky
- 2016/17: Klubu byl svazem odebrán jeden bod za porušení stanov soutěže.